# Le ali delle aquile
Le ali delle aquile (The Wing of Eagles) è un film del 1957 diretto da John Ford.
Il film è la biografia romanzata di Frank Wead, asso dell'aviazione americana, descrivendone la lotta contro la malattia e il successo come scrittore di sceneggiature hollywoodiane, negli anni quaranta.

## Trama
Poco dopo la fine della prima guerra mondiale, l'aviatore navale Frank "Spig" Wead, insieme a John Dale Price, cerca di dimostrare alla Marina il valore dell'aviazione in combattimento. Per fare questo, Wead spinge la Marina a competere in gare di corsa e di resistenza. Diverse gare sono contro la squadra dell'aviazione dell'esercito americano, guidata dal capitano Herbert Allen Hazard. Wead passa la maggior parte del suo tempo a volare o a scherzare con i suoi compagni di squadra, il che significa che sua moglie Minnie, o "Min", e i suoi figli vengono ignorati.
La notte in cui Wead viene promosso a comandante di uno squadrone di caccia, cade da una rampa di scale a casa, rompendosi il collo e rimanendo paralizzato. Quando "Min" cerca di consolarlo, lui rifiuta lei e la famiglia. Si lascia avvicinare solo dai suoi compagni di marina come "Jughead" Carson e Price. "Jughead" visita l'ospedale quasi ogni giorno per incoraggiare la riabilitazione di Frank. Carson spinge anche "Spig" a superare la sua depressione, a provare a camminare e a iniziare a scrivere. Wead raggiunge un certo successo in tutti e tre gli obiettivi.

## Doppiaggio
Nella versione italiana il doppiaggio fu affidato alla ODI, al posto dell'abituale CDC. John Wayne è doppiato da Arnoldo Foà, al posto della voce abituale di Emilio Cigoli.